# Orfeo Cancellieri da Bologna
Orfeo Cancellieri, chiamato anche Orfei dei Cancellieri da Bologna (XV secolo – XVI secolo), è stato un religioso italiano dell'ordine dei frati Zoccolanti di San Girolamo, docente nello Studio bolognese tra il 1495 e il 1502, si ritirò a S. Paolo in Monte e, in una diversa prospettiva dei valori culturali, si adoperò, fra l’altro nella promozione dei Monti di Pietà.
Alle sue predicazioni si devono le fondazioni dei Monti di Pietà di Forlì(1510) e di Imola (1511) Tali istituzioni sono addirittura anteriori alla bolla di papa Leone X che regolò la materia.
Orfeo Cancellieri è autore di un Liber candidum ac liberum lectorem opto. Primum itaque diligenter legito: poste a iudicato.Tractatus vtilissimus de ornatu mulierum: sanctissime ac purissime virginum Virgini dicatus. nonché di un Tractatus egregius ac praedicatoribus valde utile de ornatu mulierum
Temi tipici delle sue predicazioni, secondo una tradizione francescana, erano appunto il colpire gli eccessi di costo delle donne e la lotta all'usura.